# Poljanovo (Boergas)
Poljanovo (Bulgaars: Поляново) is een dorp in het oosten van Bulgarije. Het dorp is gelegen in de gemeente Ajtos in oblast Boergas. Poljanovo ligt 33 km ten noorden van Boergas en 314 km ten oosten van Sofia.

## Bevolking
Op 31 december 2019 werden er 347 inwoners in het dorp geregistreerd door het Nationaal Statistisch Instituut, een daling vergeleken met de laatste officiële volkstelling van 2011.
|  |

In het dorp wonen hoofdzakelijk etnische Turken (357 personen, oftewel 96,5% van de 370 respondenten). 13 inwoners identificeerden zichzelf als etnische Bulgaren, oftewel 3,5% van de bevolking.
| Etnische samenstelling van de respondenten (2011) | Etnische samenstelling van de respondenten (2011) | Etnische samenstelling van de respondenten (2011) | Etnische samenstelling van de respondenten (2011) | Etnische samenstelling van de respondenten (2011) |
| ------------------------------------------------- | ------------------------------------------------- | ------------------------------------------------- | ------------------------------------------------- | ------------------------------------------------- |
|                                                   |                                                   |                                                   |                                                   |                                                   |
| Bulgaren                                          | Bulgaren                                          |                                                   | 3,5%                                              | 3,5%                                              |
| Turken                                            | Turken                                            |                                                   | 96,5%                                             | 96,5%                                             |
| Roma                                              | Roma                                              |                                                   | 0,0%                                              | 0,0%                                              |
| Anders/Onbekend                                   | Anders/Onbekend                                   |                                                   | 0,0%                                              | 0,0%                                              |